# Плутонийтрисвинец
Плутонийтрисвинец — бинарное неорганическое соединение
плутония и свинца
с формулой Pb3Pu,
кристаллы.

## Получение
- Сплавление стехиометрических количеств чистых веществ:

{\displaystyle {\mathsf {Pu+3Pb\ {\xrightarrow {1138^{o}C}}\ Pb_{3}Pu}}}

## Физические свойства
Плутонийтрисвинец образует кристаллы
кубической сингонии,
пространственная группа P m3m,
параметры ячейки a = 0,4807 нм, Z = 1,
структура типа золототримеди Cu3Au
.
Соединение конгруэнтно плавится при температуре 1138°С.